# 拉斐爾一世 (君士坦丁堡)
拉斐爾一世是由1475年至1476年的君士坦丁堡牧首，亦是第一位成爲君士坦丁堡牧首的塞爾維亞人。他得到奥斯曼帝国苏丹穆罕默德二世的繼母马拉·布拉克维奇（生於1412年，卒于1487年）的支持下登位。
| 前任： 西美昂一世 | 君士坦丁堡牧首 1475年~1476年 | 繼任： 馬克西穆斯三世 |